# Basilianus singapurae
Basilianus singapurae is een keversoort uit de familie Passalidae. De wetenschappelijke naam van de soort is voor het eerst geldig gepubliceerd in 1914 door Frederic Henry Gravely als Ophrygonius singapurae.
Hij beschreef de soort aan de hand van een enkel specimen afkomstig uit Singapore dat in het Königliches Zoologisches Museum in Berlijn werd bewaard.